# (7903) Albinoni
(7903) Albinoni (1996 HV24) – planetoida z pasa głównego asteroid okrążająca Słońce w ciągu 5,28 lat w średniej odległości 3,03 j.a. Odkryta 20 kwietnia 1996 roku.